# Hoegaarden
Pour les articles homonymes, voir Hoegaarden (homonymie).
Hoegaarden (nom en néerlandais, officiel au niveau fédéral en français) parfois aussi Hougaerde en français,, est une commune néerlandophone de Belgique située en Région flamande dans la province du Brabant flamand. C'est une ancienne enclave de la Principauté de Liège dans le Duché de Brabant.

## Héraldique
|  | La commune possède des armoiries qui lui ont été octroyées les 15 septembre 1819, 29 mai 1838 et 2 septembre 1985. Elles sont basés sur les sceaux historiques de la ville. Tous les sceaux connus depuis 1289 montrent le bras tenant une crosse. Le symbole lui-même est probablement dérivé du fait que le village était à l'époque médiévale une possession des princes-évêques de Liège. En 1288, il fut mentionné que le conseil local n'avait pas de sceau, mais le prince-évêque accorda un sceau en 1289. Le nouveau symbole sur le sceau symbolisait le pouvoir des évêques sur le village. Blasonnement : D'azur au dextrochère vêtu d'un pallium et tenant une crosse abbatiale, le tout d'or. - Délibération communale : 5 mars 1982 - Arrêté de l'exécutif de la communauté : 2 septembre 1985 - Moniteur belge : 8 juillet 1986 Source du blasonnement : Heraldy of the World. |

## Sections de commune
| # | Nom        | Superf. (km²). | Habitants (2020). | Habitants par km² | Code INS |
| - | ---------- | -------------- | ----------------- | ----------------- | -------- |
| 1 | Hoegaarden | 17,95          | 4.913             | 274               | 24041A   |
| 2 | Meldert    | 8,90           | 1.127             | 127               | 24041B   |
| 3 | Outgaarden | 7,28           | 822               | 113               | 24041C   |

## Démographie

### Démographie: Avant la fusion des communes
- Source: DGS recensements population

### Démographie: Commune fusionée
Graphe de l'évolution de la population de la commune (la commune d'Hoegaarden étant née de la fusion des anciennes communes d'Hoegaarden, de Meldert et d'Outgaarden, les données ci-après intègrent les trois communes dans les données avant 1977).
Les chiffres des années 1831 à 1970 tiennent compte des chiffres des anciennes communes fusionnées.
- Source: DGS , de 1831 à 1981=recensements population; à partir de 1990 = nombre d'habitants chaque 1 janvier[7]

## Politique

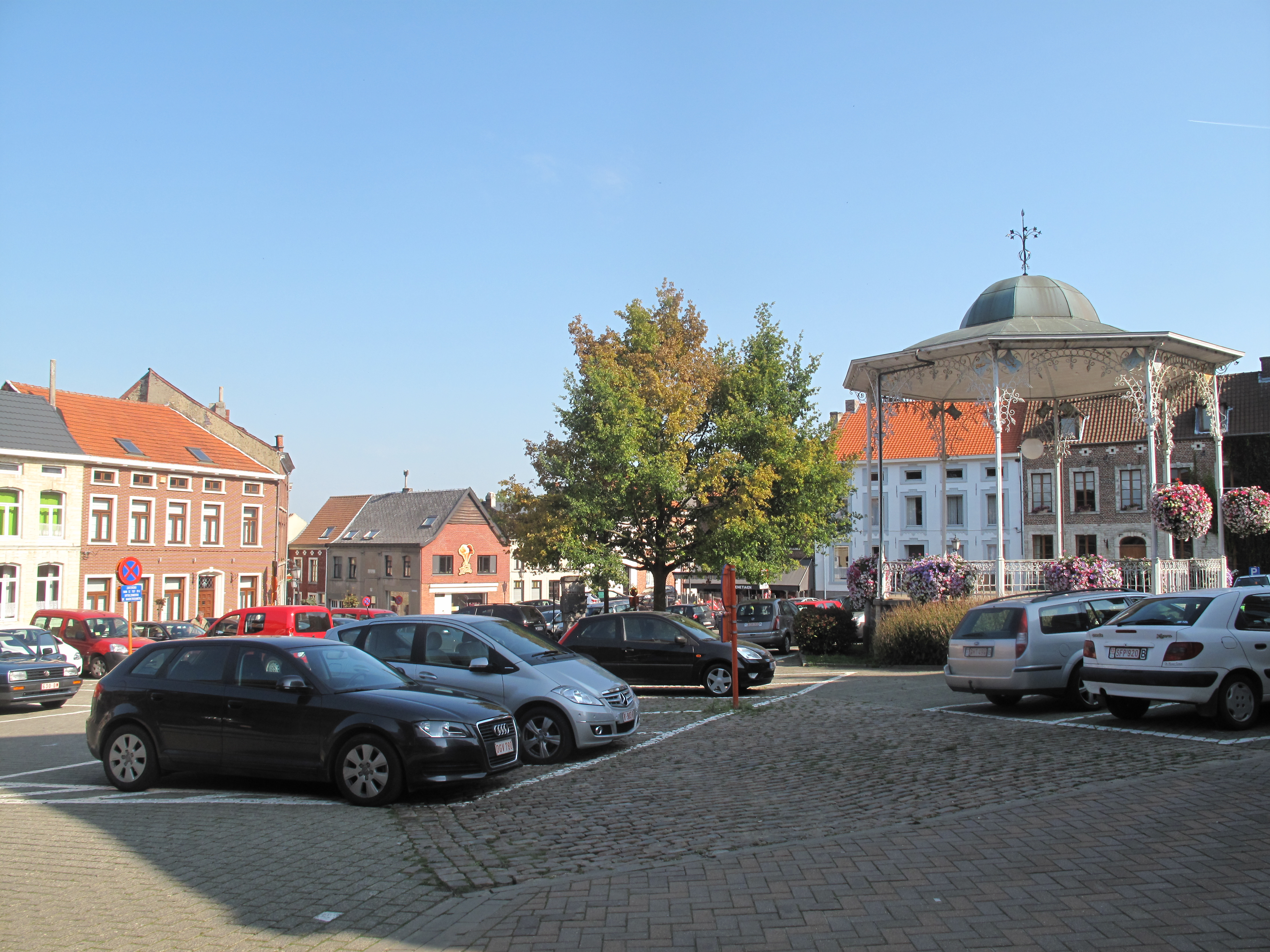
Place communale.

### Gouvernement
Le conseil municipal de Hoegaarden a été dominé jusqu'en 1970 par le Parti libéral, puis par le PVV. En 1970, cette majorité absolue est brisée par une coalition du CVP et du Parti socialiste belge (PSB). Depuis les élections municipales de 1976, le CVP, aujourd'hui CD&V, dispose de la majorité absolue.

### Liste des bourgmestres
- Jean-Baptiste Dumont
- 1812-1830 : Philippe de Zangré[8]
- 1836-1849 : Philippe de Zangré
- Henri Pailliet
- 1854-1861 : Louis Putzeys
- Jean Christiaens
- 1866-1876 : Louis Putzeys
- Leopold Lodewijkcx.
- Arthur Putzeys
- Henri Dotremont
- Leopold Lodewijckx
- Jules Celis (bourgmestre en temps de guerre)[9]
- ...-1958 : Michel Giroulle
- 1959-1970 : André Hettich.
- 1971-1992 : Roger Kerryn[10] (CVP)
- 1992-2008 : Frans Huon (CVP, CD&V)
- 2008-... : Jean-Pierre Taverniers (CD&V)

### Résultats des élections communales depuis 1976
| Partij                 | Partij                                       | 10-10-1976 | 10-10-1976 | 10-10-1982 | 10-10-1982 | 9-10-1988 | 9-10-1988 | 9-10-1994 | 9-10-1994 | 8-10-2000 | 8-10-2000 | 8-10-2006 | 8-10-2006 | 14-10-2012 | 14-10-2012 | 14-10-2018 | 14-10-2018 |
| Voix / Sièges          | Voix / Sièges                                | %          | 17         | %          | 17         | %         | 17        | %         | 17        | %         | 17        | %         | 17        | %          | 17         | %          | 17         |
| ---------------------- | -------------------------------------------- | ---------- | ---------- | ---------- | ---------- | --------- | --------- | --------- | --------- | --------- | --------- | --------- | --------- | ---------- | ---------- | ---------- | ---------- |
|                        | CVP1 / CD&V2                                 | 53,281     | 10         | 52,21      | 10         | 55,031    | 11        | 56,371    | 11        | 44,761    | 9         | 51,172    | 10        | 52,092     | 11         | 50,52      | 10         |
|                        | PVV1 / HTDA / VLD2 / Open Vld3 / Gewoon WIT4 | 30,11      | 5          | 26,571     | 5          | 26,441    | 4         | 35,41A    | 6         | 32,742    | 6         | 31,72     | 5         | 19,553     | 3          | 19,64      | 3          |
|                        | SP1 / HTDA / sp.a2                           | 14,541     | 2          | 15,511     | 2          | 15,881    | 2         | 35,41A    | 6         | 13,921    | 2         | 17,142    | 2         | 12,062     | 1          | 10,72      | 1          |
|                        | VU1 / N-VA2                                  | 2,081      | 0          | 5,711      | 0          | 2,661     | 0         | -         |           | -         |           | -         |           | 16,32      | 2          | 17,92      | 3          |
|                        | Agalev                                       | -          |            | -          |            | -         |           | -         |           | 8,57      | 0         | -         |           | -          |            | -          |            |
| Autres(*)              | Autres(*)                                    | -          |            | -          |            | -         |           | 8,22      | 0         | -         |           | -         |           | -          |            | -          |            |
| Total des voix         | Total des voix                               | 4 198      | 4 198      | 4 248      | 4 248      | 4 273     | 4 273     | 4 305     | 4 305     | 4 507     | 4 507     | 4 643     | 4 643     | 4 865      | 4 865      | 4 972      | 4 972      |
| Participation %        | Participation %                              |            |            |            |            | 96,72     | 96,72     | 95,6      | 95,6      | 94,72     | 94,72     | 96,71     | 96,71     | 94,69      | 94,69      | 94,7       | 94,7       |
| Votes blancs ou nuls % | Votes blancs ou nuls %                       | 1,55       | 1,55       | 2,73       | 2,73       | 3,16      | 3,16      | 3,9       | 3,9       | 2,95      | 2,95      | 3,10      | 3,10      | 3,91       | 3,91       | 4,0        | 4,0        |

(*) 1994 : ANDERS (6,55 %), W.O.W. (1,67 %)

## Patrimoine
- Église Saint-Gorgon de Hoegaarden
- Chapelle Sainte-Catherine de Hauthem
- Chapelle des Marolles de Hauthem

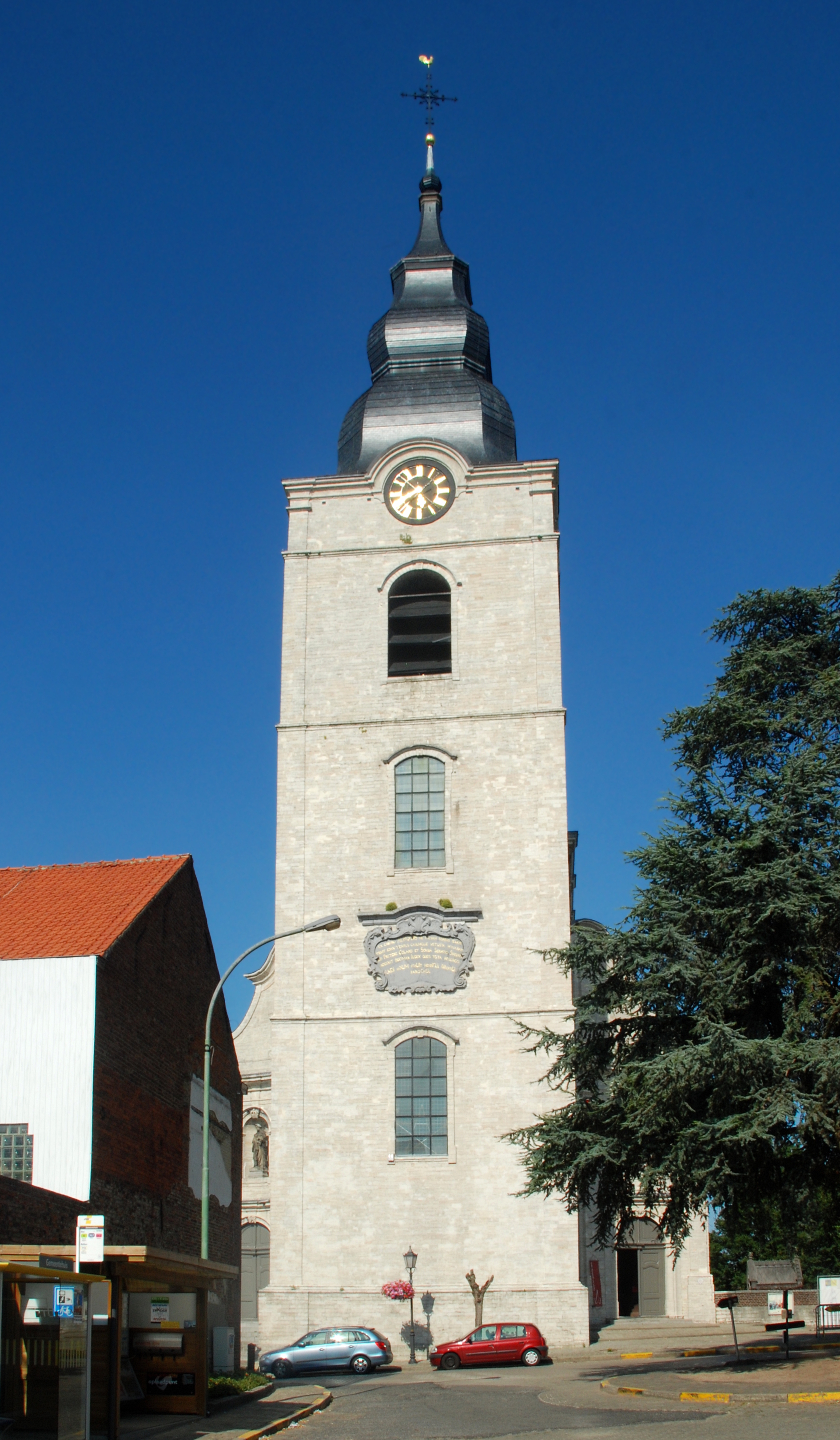
Église Saint-Gorgon.
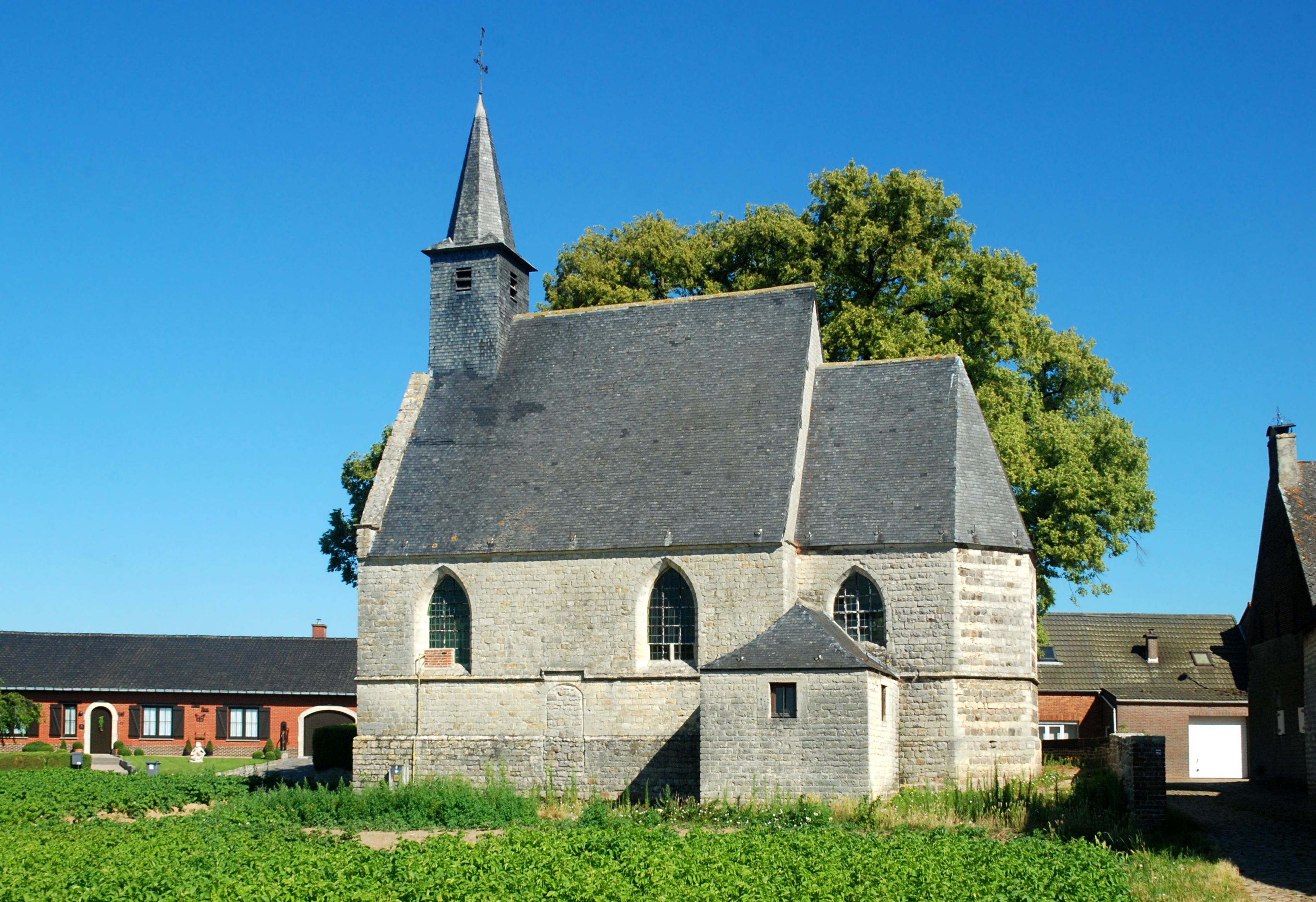
Chapelle Sainte-Catherine de Hauthem.
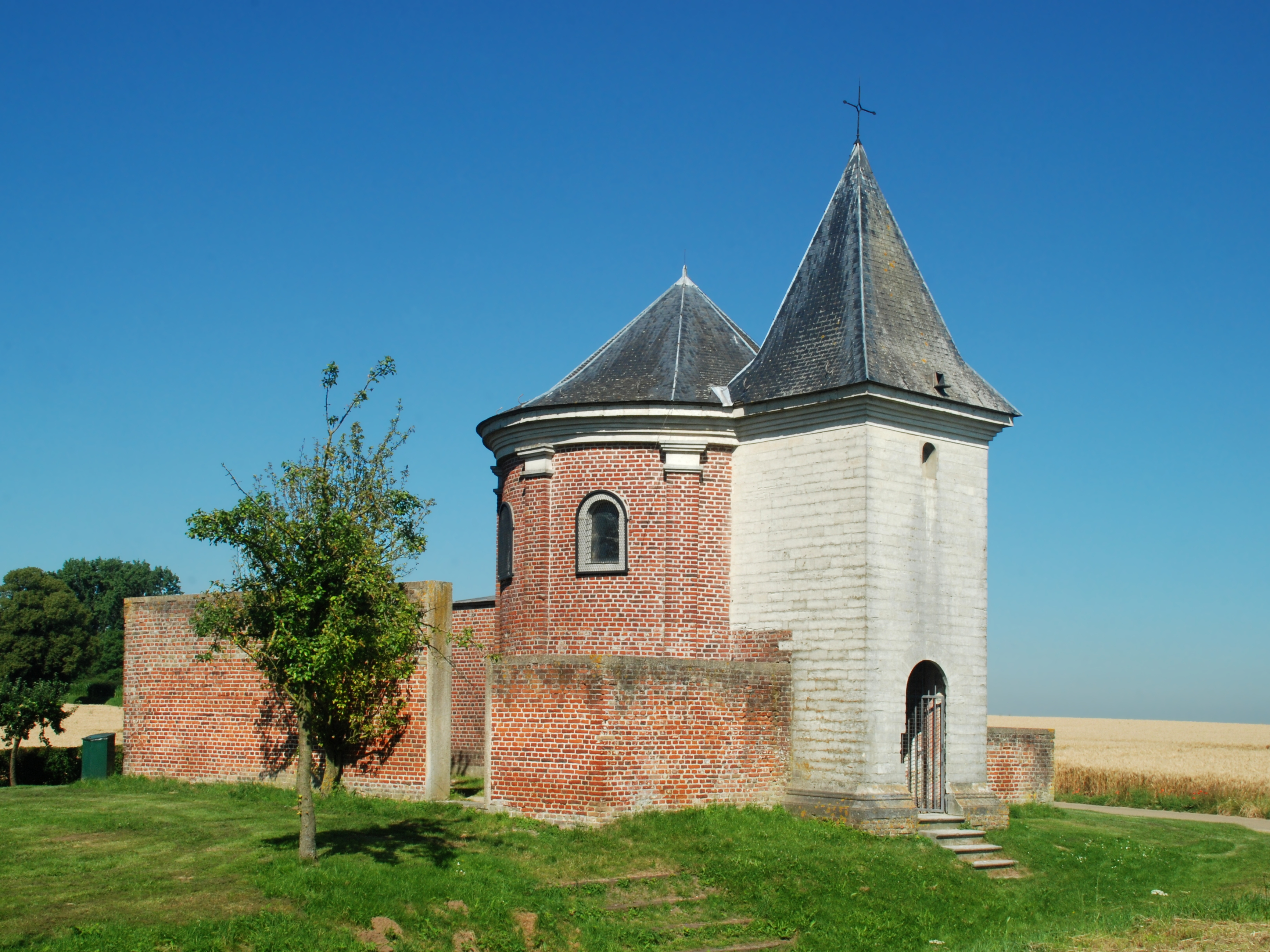
Chapelle des Marolles de Hauthem.

## Personnalités liées à la commune

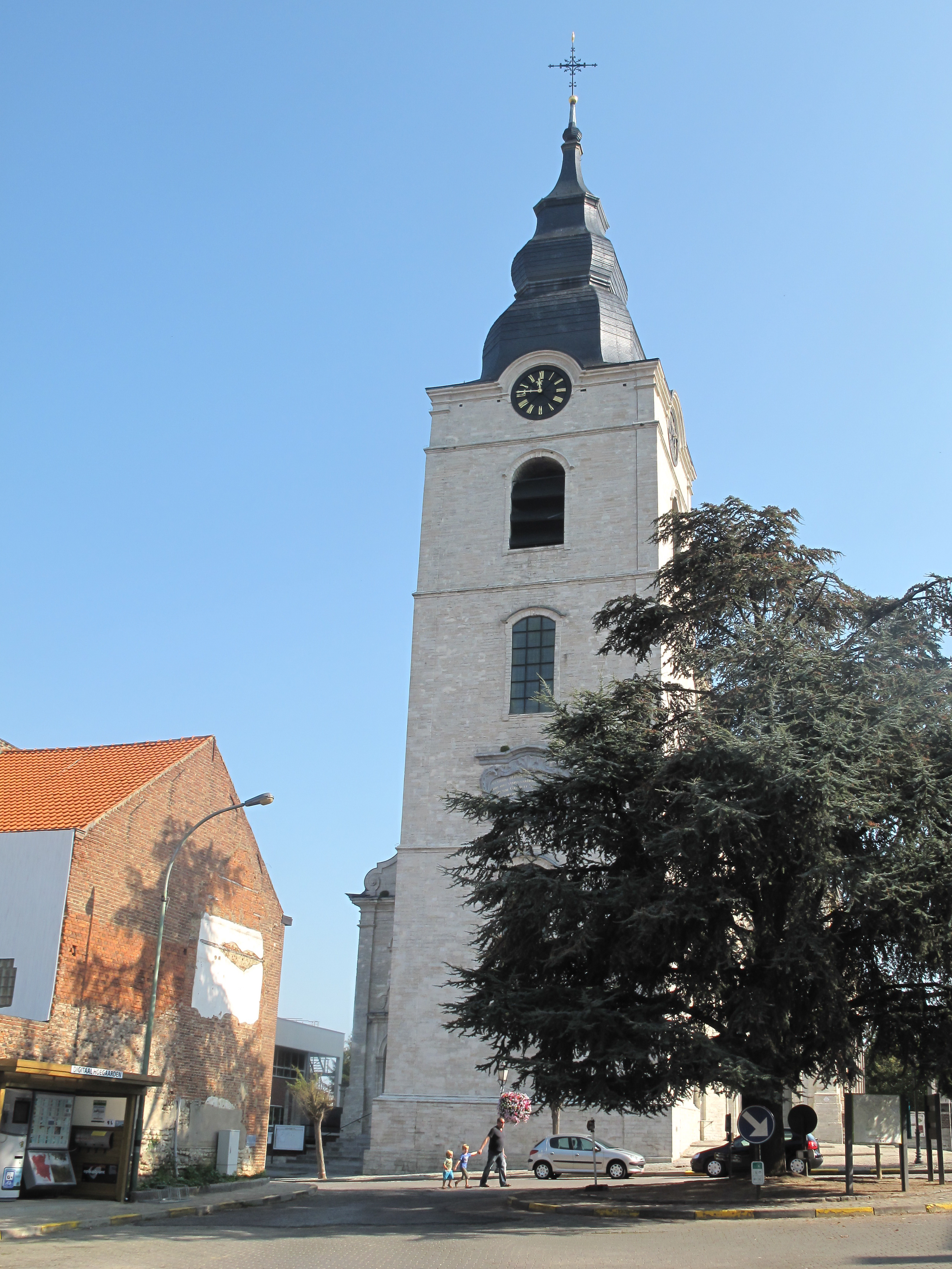
Hoegaarden, église Sint-Gorgonius.

- Martin van Godsnoven († avant 1654), fermier, brasseur à Nerm, bourgmestre de Hoegaarden en 1632[14] ;
- Hendrick van Godsnoven, échevin de Hoegaarden en 1641, bourgmestre en 1650[14] ;
- Jean Rega, brasseur, bourgeois de Hoegaarden, marié avec Antoinette van Goidtsenhoven (1645 Hoegaarden - † 1714 Hoegaarden)[14].

## Brasserie et bière
Une grande partie de sa superficie est encore occupée par des terres agricoles. La commune est connue pour ses brasseries, notamment la brasserie De Kluis devenue la brasserie Hoegaarden produisant la bière Hoegaarden qui fait aujourd'hui partie du groupe AB InBev. Sa bière la plus connue est une bière blanche qui titre à 4,9 % d'alcool, au goût doux et rafraîchissant.
Dans le Wit Gebrouw, le centre visiteur installé dans l'ancienne brasserie, on découvre les secrets de la bière blanche de Hoegaarden.